# Port Anson
Port Anson is een gemeente (town) in de Canadese provincie Newfoundland en Labrador. De gemeente beslaat het westelijke deel van Sunday Cove Island, een klein eiland in Notre Dame Bay op zo'n 400 m ten noorden van Newfoundland.

## Geschiedenis
In 1961 werd het dorp een gemeente met de status van local government community (LGC). In 1980 werden LGC's op basis van The Municipalities Act als bestuursvorm afgeschaft. De gemeente werd daarop automatisch een community om een aantal jaren later uiteindelijk een town te worden.

## Demografie
Demografisch gezien is Port Anson, net zoals de meeste kleine dorpen in de provincie, aan het krimpen. Tussen 1991 en 2021 daalde de bevolkingsomvang van 209 naar 110. Dat komt neer op een daling van 99 inwoners (-47,4%) in dertig jaar tijd.
| Jaar | Aantal inwoners | Verschil |
| ---- | --------------- | -------- |
| 1991 | 209             | –        |
| 1996 | 185             | -11,5%   |
| 2001 | 172             | -7,0%    |
| 2006 | 155             | -9,9%    |
| 2011 | 165             | +6,5%    |
| 2016 | 130             | -21,2%   |
| 2021 | 110             | -15,4%   |